# Saison 2010 des Dragons catalans
En 2010, les Dragons catalans, unique franchise française de rugby à XIII en Super League, disputent leur cinquième saison dans cette ligue. À l'occasion de cette saison, l'entraîneur australien Kevin Walters confie le capitanat au botteur Thomas Bosc avant le début de la saison.

## Contexte de la saison

### Pré-saison
Après une saison 2009 en dents de scie en saison régulière mais de belles performances en phase finale emmenant les Dragons catalans en demi-finale de la Super League, perdue contre le futur champion Leeds Rhinos, ils préparent la saison 2010 en doublant chaque poste de l'effectif.
Au niveau de l'effectif, les Dragons perdent trois de leurs Australiens retournés sur leur île-continent : Greg Bird, Jason Ryles et Shane Perry. Ceux-ci sont remplacés par Chris Walker (des Gold Coast Titans), Dallas Johnson (du Melbourne Storm, vainqueur de la NRL en 2007 et 2009) et Setaimata Sa (des Sydney Roosters, champion du monde 2008 avec la Nouvelle-Zélande). Par ailleurs, l'entraîneur Kevin Walter intègre trois joueurs venus du centre de formation Saint-Estève XIII Catalan : David Guasch, William Barthau et Tony Gigot. Enfin, l'entraîneur confie le capitanat à Thomas Bosc qui remplace dans ce rôle Bird.
En guise de préparation, les Dragons catalans accueillent au stade Gilbert-Brutus les Castleford Tigers (autre franchise de la Super League) le 16 janvier 2010 où les recrues y effectuent leur premier match sous le maillot catalan. Devant près de 5000 spectateurs, les Tigers s'imposent 14-12 dans un match équilibré. Ils disputent un second match de préparation contre le Toulouse olympique XIII qui se prépare pour sa seconde saison dans l'antichambre de la Super League : The Championship. Ce match se déroule le 23 janvier 2010 et voit la victoire des Dragons sur le score de 46-22 devant 4185 spectateurs.